# Tákosi református templom
A tákosi református templom, más néven "paraszt-, vagy mezítlábas Notre-Dame", 1766-ban épült. A népi barokk stílusú, zsindellyel fedett templomot, mely alig nagyobb, mint egy régi parasztház, 1784-ben nyugat felé nagyobbították meg. Azóta csaknem változatlan formában látható.

## Tákos
A Szabolcs-Szatmár-Bereg vármegyében, a Vásárosnaményi járásban, a Szatmár-Beregi-síkságon, található Tákos község tóháti település. A templom a tó mellett, annak legmagasabb pontján, a 41. számú főút mentén található. A faluban egymással szemben fut két házsor, néhány évtizede még csak pallón át tudták megközelíteni egymást a lakóik. A tó idővel kiszáradt, a helyén ma füves park található.
Tákos első írásos említése 1321-ből való, a 15. században a Szepesiek uralkodtak itt.
1500-ban a falu egy részét Murgai János kapta királyi adományként. 1567-ben Tákosi Pál, Szalmadi Imre és Görbedi László voltak a település földesurai.
A 17. század második felében a Csicseri Orosz család, majd a 18-19. században a Buday család volt a falu nagybirtokosa.
Tákos  sohasem volt jómódú, így nem tudta újraépíteni a templomát kőtemplommá, ennek köszönhető a felbecsülhetetlen értékű egyházi épület fennmaradása.
A templom nem múzeum, azt, mint Isten házát, a tákosi református gyülekezet tagjai látogatják mind a mai napig.

## A templom története
A Felső-Tisza-vidéken elterjedt volt a faépítkezés, mivel ezt erdőkben gazdag vidék volt egészen a 19. század végéig.. 
A tákosi  református templom 1766-ban készült el, erről a festett kazettás mennyezeten található írás is tanúskodik: "ÉN, ASZTALOS LÁNDOR FERENC CSINÁLTAM A JÓ ISTEN SEGEDELME ÁLTAL, BARÁTH MIHÁLY EGYHÁZFISÁGÁBAN. ANNO 1766. DIE 30 JUNY."
1784-ben a templomot nyugat felé bővítették ki, elkészült a "renováta", a renoválás. A kazettán olvashatjuk: RENOVATA: ANNO 1784. A kibővített, új templomtér is gerendavázas, de a régi épülettől abban tér el, hogy ebben az esetben vályog a vázkitöltő elem. A templom keleten sokszögben végződik. A bejárat előtt kontytetős "cinterem" foglal helyet.
A templom padozata a korábban épített részen tégla, a nyugati irányú bővítésnél döngölt agyag.  
Mária Terézia a reformátusoknak megtiltotta a téglával és kővel való templomépítést, ekkor a tákosiak megfogadták, hogy a tiltás ellenére is templomot emelnek maguknak, mégpedig abból, ami bőven áll a rendelkezésükre, fából és sárból.  
A templomot malomkövekre emelt, nagyméretű, 40-45 centiméter átmérőjű, talpgerendák tartották. 
A templom megjelenése egészében a középkori gótikus faépítészet stílusjegyeit hordozza magán, a 18. századi népi építészet kimagasló művészeti alkotása.
A templom elkészültét követően a templomépítők öntudatosan hangoztatták, hogy a templomot „a tákosi nép emelte magának, fából és sárból".
Az Országos Műemléki Felügyelőség 1962-ben és 1968-ban megújította a zsindelyfedést. Az 1980-tól 1985-ig tartó restaurálás során a még meglévő rajzok alapján helyreállították az 1767-ben készült harangtornyot, a ma látható rekonstrukció megőrizte a torony eredeti faanyagának egy részét.
A munkálatok folyamán a templom teherbíró beton sávalapot kapott, a paticsfal korhadt elemeit kicserélték, a teljes vesszőfonást felújították, a kazettás mennyezetet és a berendezési tárgyakat gondos és aprólékos munkával restaurálták az Országos Műemlékvédelmi Hivatal műhelyében, Budapesten. Ezidő alatt a tetőszerkezetet egy nehézállvánnyal támasztották alá.
A 2001. évi árvíz is károsította a templomot. Ezt követően az elektromos szerelési munkálatokat, a felújítás, valamint a külső megvilágítás költségeit az MVM vállalta magára, melyet aztán a Kulturális örökségvédelmi Hivatal vállalkozók bevonásával végeztetett el.

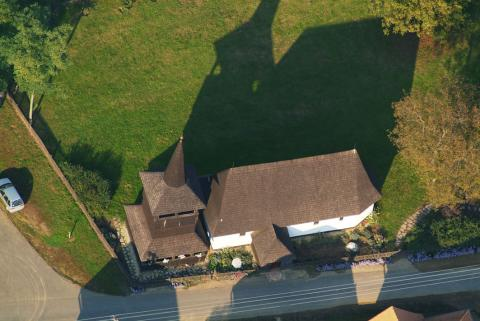
A templom légifotója

## A templom építészete
A templom favázas, úgynevezett paticsfalú (cölöpök köré vert vályogból épült) épület. 
Mocsaras, agyagos, erdős területen épült a falu, így az emberek vesszőt szedtek, amelyből sövényt fontak. Ezt követően agyagos földet áztattak be, törekkel, pelyvával megszórták, és mezítláb megtaposták. (Innen a "mezítlábas Notre-Dame" elnevezés.) Ebből vetették a vályogtéglát, amivel aztán a sövényt két oldalról megtapasztották. Ezt hívják paticsfalnak, mely a tákosi templomot Európában egyedülállóvá teszi.
Egy 1808-as egyházi feljegyzés így ír a templom építéséről: 
"A templom vagyon fából, melynek napnyugati része igen régen építtetett és ideje nem bizonyos. Napkeleti széle kitoldatván, ugyan fából renováltatott 1766-ik esztendőben ilyen írással: 
Az Tákosy Nemes Reformata Szent Eklésia építette Egyenlő akaratbul az Közönséges Eklesia Pénzbűl Isten Segedelme Által Ao. 1766. D. 30. Juny. a Vagyon két harang, a nagyobbiknak inscriptiója ez: "Az örökké élő Isten ditsőségére a Tákosi Reformata Nemes Ekklésia közönséges költségén öntettette Ao. 1775."
A kisebbik ilyen felülírással vagyon: "Soli Deo Gloria 161 S." és a más oldalon: "Hoc opus fieri Joannes Budai."
A templom 1784-ben történt nyugat felé bővítése során épült meg a bejárati előcsarnok. A falak alapját 40–45 cm átmérőjű, malomköveken nyugvó, fagerendák képezik, ezekbe vannak bevésve két-két méter távolságban a falazat faoszlopai, melyek X alakú keresztkötésekkel s felülről rájuk vésett gerendával vannak megszilárdítva. A keresztkötésekre szegezett fa léceket sárral, mészhabarccsal vakolták.      
A színpompás mennyezet és a berendezés jól érvényesül az egyszerű, fehérre meszelt falak között.     
A zsindelytetős templomot, belül, ötvennyolc táblás famennyezet díszíti. A táblákat Asztalos Lándor Ferenc asztalos mester készítette.A fő motívumok: rózsa, tulipán, és a szívvirág. A kazettákon a kései reneszánsz virágos-gránátalmás úrhímzésre emlékeztető motívumkincse fedezhető fel, minden kazettán más-más virágmotívumban megfestve. A nyugati karzat mellvédje, a legénykarzat, 15 táblából áll, a felirat szerint 1779 júliusában készült.     
Az egyhajós templom belső berendezési tárgyai egységes egészként hatnak. A templombelsőben faragott és festett padok vannak. A szószékkel szemben elhelyezett kegyúri pad mellvédje is virágmintás, ezzel harmonikus egységet alkot a templom többi festett felületével. A módosabb gazdák az első sorokban családi széket csináltattak. Megtalálható a Buday László 1766-ban, és Dancs Imre 1767-ben készített családi széke. A festett díszítések közül egyszerűségében is különlegesen szép a padra festett életfa.
A hasonló díszítésű hatszögletű szószéket is a mennyezetet készítő mester készítette 1766-ban. A mester a szószéken nyújtotta tudása legjavát. Arányos, szépen tagolt, hangvető koronáját bibliai idézet dísziti.
A templom a toronytól külön álló favázzal bíró paticsfalú építmény. 1767-ben Lukács János ácsmester segédeivel épített meg egy tizenhat méter magas fatornyot, amelyet szoknyával és galériával díszített.      
Ma a templom nyugati oldalán a fatorony helyén egy fazsindelyes harangláb áll. A templomtorony már a két világháború között is nagyon leromlott állapotban volt, az 1948. december 31-ei jeges árvíz után pedig már veszélyessé is vált, így 1949-ben le kellett bontani. Még abban az évben bontott faanyagokból építettek egy kisebb, egyszerűbb kialakítású haranglábat, majd az 1980 és1985 között elvégzett restaurálás folyamán helyreállították az 1767-ben készült harangtornyot a még fellelt tervrajzok alapján. A ma látható alkotás olyan rekonstrukció eredménye, mely megőrizte a torony eredeti faanyagának egy részét.     
A tákosi templomban minden részlet mély jelentést hordoz, nem kivétel ettől a templom megvilágítása sem. Az ablakokat kelettől déli irányba helyezték el, így a fény körbejár, a Nap utolsó sugarai pedig egészen keresztülvilágítják a templom belső terét. A templom évenkénti újjászületésének időpontja szenteste, azaz december 24-én van, ekkor a fénysugár pontosan a nyugati rész első padsorába faragott turulmadarat, a magyarok jelképét világítja meg.

## Testvértemplomok
Méltán híres a szomszédos Csaroda 13. század végén épült román stílusú műemlék kőtemploma is, melyet kétoldalt a Csaroda víze fut körbe.
A templom ikertestvére Kárpátalján, Csetfalván található.